# کنراج
کنراج (به انگلیسی: Kanraj) یک شهرک در پاکستان است که در ناحیه لسبیله واقع شده‌است.